# Phasia argentifrons
Phasia argentifrons är en tvåvingeart som beskrevs av Walker 1849. Phasia argentifrons ingår i släktet Phasia och familjen parasitflugor. Inga underarter finns listade i Catalogue of Life.